# Friedrich Deetz

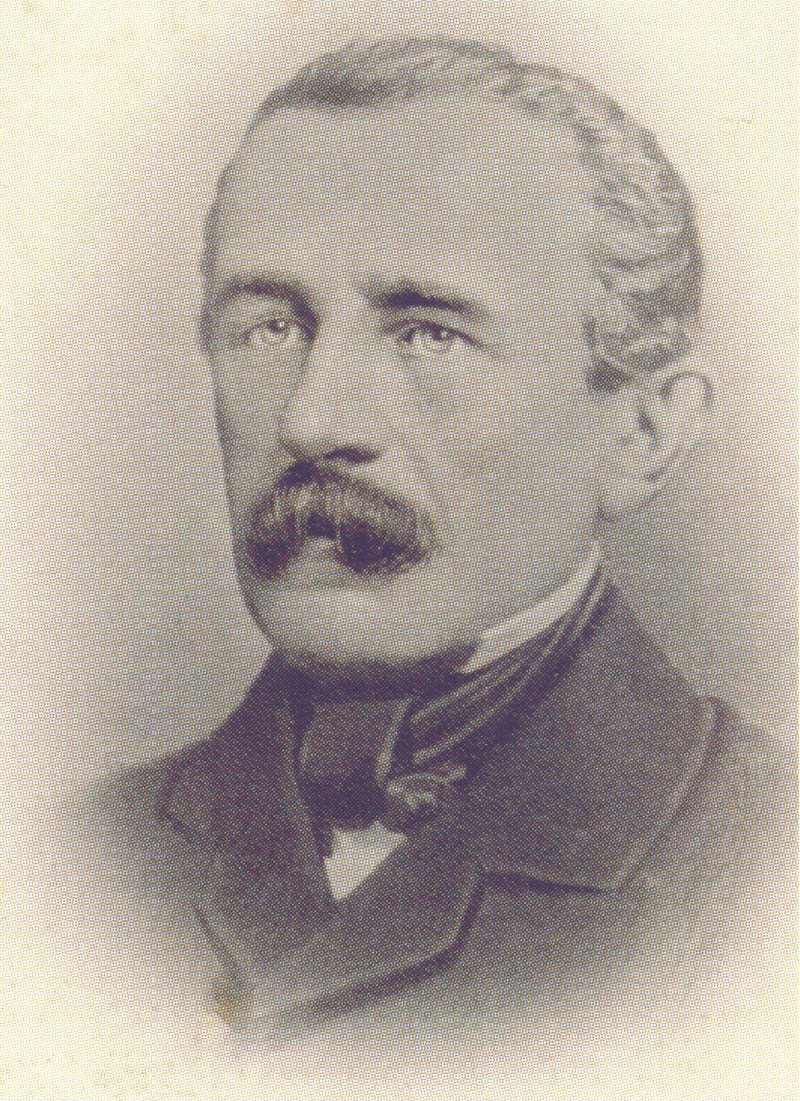
Friedrich Deetz, um 1860

Friedrich Dagobert Deetz (* 1. Juni 1812 in Köslin; † 29. Januar 1871 in Frankfurt (Oder)) war ein deutscher Jurist, Landrat, Oberbürgermeister von Frankfurt (Oder) (1864–1871) und Mitglied im Preußischen Herrenhaus.

## Leben
1832 wurde er während seines Studiums der Rechtswissenschaften an den Universitäten in Greifswald und Berlin Mitglied der Alten Greifswalder Burschenschaft Arminia. 1852 bis 1854 wirkte er im Preußischen Abgeordnetenhaus. Der Rechtsgelehrte und seit 1849 als Landrat im Kreis Lauban, Schlesien wirkende Deetz trat das Oberbürgermeisteramt am 18. Mai 1864 an. Nach längerer Krankheit starb Deetz am 29. Januar 1871. Sein Grab befand sich auf dem Alten Friedhof in Frankfurt (Oder), dem heutigen Kleistpark.